# One Piece (série télévisée, 2023)
Pour le manga éponyme, voir One Piece.
One Piece est une série télévisée américano-japonaise développée par Matt Owens et Steven Maeda diffusée depuis le 31 août 2023, sur Netflix. Il s'agit d'une adaptation en prise de vues réelles du manga One Piece écrit et dessiné par Eiichirō Oda et publié dans le magazine Weekly Shōnen Jump. La série est produite par Kaji Production, Tomorrow Studios et Shūeisha.
Cette série est une des plus chères de l'histoire avec un budget de 18 millions de dollars par épisode pour la première saison.

## Synopsis
Monkey D. Luffy, un jeune aventurier qui a toujours rêvé d'une vie de liberté, quitte son village pour se lancer dans un périlleux voyage. Son objectif : devenir le roi des pirates en trouvant le légendaire trésor, le One Piece. Cependant, pour atteindre ce but, Luffy doit d'abord assembler un équipage, trouver un navire, naviguer à travers les océans, échapper à la Marine qui le poursuit, et se montrer plus astucieux que ses redoutables rivaux qui se dressent sur son chemin à chaque étape de son périple.

## Distribution et personnages

### Acteurs principaux
- Iñaki Godoy (VF : Oscar Douieb) : Monkey D. Luffy
- Emily Rudd (VF : Anne Levallois) : Nami
- Mackenyu (VF : Arthur Khong) : Roronoa Zoro
- Jacob Romero (en) (VF : Simon Koukissa-Barney) : Usopp
- Taz Skylar (VF : Clément Moreau) : Sanji Vinsmoke
- Vincent Regan (VF : Bruno Choël) : Monkey D. Garp
- Jeff Ward (en) (VF : Brice Ournac) : Baggy le clown
- Morgan Davies (VF : Luca Garzo) : Kobby
- Mikaela Hoover  : Tony Tony Chopper (voix) (saison 2)

### Acteurs récurrents

#### Introduits lors de la première saison
- Aidan Scott (es) (VF : Donald Reignoux) : Hermep
- Peter Gadiot (VF : Franck Lorrain) : Shanks
- Ilia Isorelýs Paulino (en) (VF : Fouzia Youssef-Holland) : Alvida
- Kathleen Stephens (VF : Olivia Nicosia) : Makino
- Armand Aucamp : Bogard
- Sven Ruygrok (VF : Martin Faliu) : Cabaji
- Stevel Marc (VF : Igor Chometowski) : Yasopp
- Ntlanhla Morgan Kutu : Lucky Roux
- Laudo Liebenberg : Benn Beckmann
- Celeste Loots (en) (VF : Clémentine Machado) : Kaya
- Craig Fairbrass (VF : Julien Kramer) : Chef Zeff
- Steven John Ward (en) (VF : Thibaut Belfodil) : Dracule Mihawk
- Langley Kirkwood (en) (VF : Loïc Houdré) : le colonel Morgan / Morgan le Hacheur (saison 1)
- Tamer Burjaq : Higuma (saison 1)
- McKinley Belcher III (VF : Daniel Njo Lobé) : Arlong (saison 1)
- Alexander Maniatis (es) (VF : Nessym Guetat) : Klahadoll / Kuro le Machiavélique (saison 1)
- Bianca Oosthuizen (VF : Nathalie Karsenti) : Sham (saison 1)
- Albert Pretorius (VF : Jerome Wiggins) : Buchi (saison 1)
- Jandre le Roux : Kuroobi (saison 1)
- Brett Williams :  Merry (saison 1)
- Len-Barry Simons : Chu (saison 1)
- Chioma Umeala (VF : Esthèle Dumand) : Nojiko (saison 1)
- Grant Ross (VF : Alexis Victor) : Genzo (saison 1)
- Rory Acton-Burnell (VF : Sébastien Desjours) : le colonel Nezumi (saison 1)

#### Introduits lors de la deuxième saison
- Callum Kerr (en) : Smoker
- Julia Rehwald : Tashigi
- Daniel Lasker : Mr 9
- Camrus Johnson : Mr. 5
- Jazzara Jaslyn : Miss Valentine
- Brendan Murray : Broggy
- Werner Coetser (en) : Dorry
- Clive Russell : Crocus
- David Dastmalchian : Mr. 3
- Rob Colletti : Wapol
- Tyrone Keogh : Dalton
- Katey Sagal : Dr. Kureha
- Mark Harelik : Dr. Hiruluk
- Charithra Chandran : Miss Wednesday
- Sendhil Ramamurthy : Nefertari Cobra
- Joe Manganiello : Mr. 0
- Lera Abova : Miss All Sunday

- Version française
  - Société de doublage : Iyuno[4],[5]
  - Direction artistique : Stanislas Forlani[4],[5]
  - Adaptation des dialogues : Anthony Panetto & David Ecosse[5]

 Source et légende : version française (VF) sur RS Doublage et Doublage Séries Database

## Production

### Développement
La série a été annoncée pour la première fois le 21 juillet 2017 par le rédacteur en chef du Weekly Shonen Jump, Hiroyuki Nakano, pour commémorer le 20e anniversaire du manga. Eiichirō Oda, créateur du manga original, sera consultant scénaristique et producteur exécutif de la série, également produite par Marty Adelstein (en) et Becky Clements avec leur société de production Tomorrow Studios (en).
En janvier 2020, Eiichirō Oda annonce sur son compte Twitter que Netflix diffusera la série et que sa première saison sera composée de dix épisodes. Le même mois, il a été annoncé que Steven Maeda a été engagé pour en être le show runner.
Le 19 mai 2020, lors d'une interview pour Syfy Wire, le producteur Marty Adelstein annonce que le tournage de la série aurait dû commencer en août 2020 au Cap, en Afrique du Sud, dans les studios Cape Town Film Studios (en), mais que à cause de la pandémie de Covid-19, il a dû être reporté à septembre. Il annonce aussi lors de la même interview que l'écriture des scénarios des dix épisodes de la première saison est terminée et que le casting commencera en juin 2020. En septembre 2020, le scénariste en chef et producteur exécutif de la série Matt Owens annonce cependant que le casting n'a pas encore commencé,,.
En mars 2021, le show runner Steven Maeda annonce que la production de la série a repris sous le nom de code Project Roger.
En septembre 2021, le logo de la série est dévoilé. Le 23 septembre 2021, il est révélé que Marc Jobst réalisera le pilote de la série.
Le 9 novembre 2021, Netflix révèle les cinq acteurs qui interpréteront les personnages principaux de la série.
En mars 2022, il est annoncé que Matt Owens sera aussi show runner de la série au côté de Steven Maeda.
Début février 2023, Netflix annonce officiellement que la série sera diffusée en 2023.
Début mai 2023, l'auteur Eiichirō Oda annonce que la série, bien que toujours prévue pour 2023, ne sortira pas tant qu'il ne sera pas satisfait, et que la série comporte huit épisodes et non dix comme annoncé précédemment.
Le 18 juin 2023, Netflix dévoile un teaser annonçant la date de sortie au 31 août 2023. Le 21 juillet, Netflix dévoile la première bande-annonce de la série. Dans ce communiqué, Eiichirō Oda annonce que la date de sortie de la série a été décidée en juin.
Le 14 septembre 2023, deux semaines après sa diffusion la série est renouvelée pour une deuxième saison,,.

### Distribution des rôles

#### Saison 1
En novembre 2021, les interprètes de l'Équipage de Chapeau de paille sont dévoilés via une série d'avis de recherche : Iñaki Godoy interprétera Monkey D. Luffy, Mackenyu interprétera Roronoa Zoro, Emily Rudd interprétera Nami, Jacob Romero Gibson interprétera Usopp et enfin Taz Skylar interprétera Sanji.
En mars 2022, il est annoncé par Netflix que Morgan Davies interprétera Kobby, Ilia Isorelýs Paulino interprétera Alvida, Aidan Scott interprétera Hermep, Jeff Ward (en) interprétera Baggy, McKinley Belcher III (en) interprétera Arlong, Vincent Regan interprétera Monkey D. Garp et enfin Peter Gadiot interprétera Shanks,.
En juin 2022, il est annoncé que Langley Kirkwood (en) interprétera le colonel Morgan, tandis que Celeste Loots, Alexander Maniatis, Steven Ward, Craig Fairbrass et Chioma Umeala rejoignent la distribution pour interpréter respectivement Kaya, Kuro, Dracule Mihawk, Zeff et Nojiko.
En août 2022, il est annoncé que Bianca Oosthuizen, Chanté Grainger et Grant Ross rejoignent la distribution pour interpréter respectivement Sham, Banchina et Genzo.

#### Saison 2
En mai 2024, un appel au casting est lancé pour caster Nefertari Vivi, Nico Robin, Crocus, Mr. 5, Miss Valentine, Smoker, Tashigi et Miss Goldenweek.
Le 25 juin 2024, il est annoncé que Daniel Lasker, Camrus Johnson, Jazzara Jaslyn, et David Dastmalchian, rejoignent la série pour interpréter respectivement Mr. 9, Mr. 5, Miss Valentine et Mr. 3. Le lendemain, il est annoncé que Clive Russell, Brendan Murray et Werner Coetser (en) rejoignent également le casting de la saison 2 pour interpréter Crocus, Brogy et Dorry. 
Le 27 juin 2024, Netflix annonce que Callum Kerr (en), Julia Rehwald, Rob Colletti et Tyrone Keogh interprèteront respectivement Smoker, Tashigi, Wapol et Dalton.
Le 21 août 2024, Katey Sagal et Mark Harelik rejoignent la distribution de la saison 2 pour interpréter respectivement le Dr. Kureha et le Dr. Hiruluk. Le 22 août et 23 août 2024, il annoncé que Sendhil Ramamurthy et Charithra Chandran camperont respectivement les rôles de Nefertari Cobra et Nefertari Vivi alias Miss Wednesday.
Le 18 septembre 2024, Netflix annonce que Joe Manganiello et Lera Abova seront de la partie pour interpréter respectivement Crocodile alias Mr. 0 et Nico Robin alias Miss All Sunday.
Le 31 mai 2025, lors d'un événement à Los Angeles, Netflix a levé le voile sur la deuxième saison de la série live-action *One Piece*. Un premier extrait a été publié sur les réseaux sociaux de Netflix France, confirmant que la suite sera disponible en 2026. Le message accompagnant la publication indiquait : "Bienvenue dans l’équipage, Tony-Tony Chopper !" et "ONE PIECE saison 2, en 2026. #TUDUM"

### Tournage
Steven Maeda annonce que le tournage principal commencera le 30 janvier 2022,,.
Le 8 mai 2022, Marc Jobst, réalisateur des épisodes 1 et 2, annonce que le tournage de ses épisodes s'est achevé le 7 mai 2022.
Le 25 août 2022, Taz Skylar annonce que le tournage est terminé.
En avril 2024, le tournage de la saison 2 a été annoncé entre juin 2024 et janvier 2025.

### Musique
Le 21 juillet 2023, Sonya Belousova et Giona Ostinelli ont été annoncées comme compositeurs de la série.

### Fiche technique
Sauf indication contraire, les informations mentionnées dans cette section peuvent être confirmées par la base de données cinématographiques IMDb,  présente dans la section « Liens externes ».
- Titre original et français : One Piece
- Développement : Matt Owens et Steven Maeda d'après le manga d'Eiichiro Oda
- Réalisation : Marc Jobst, Tim Southam, Emma Sullivan, Josef Kubota Wladyka
- Scénario : Steven Maeda, Matt Owens, Tom Hyndman, Ian Stokes, Tiffany Greshler, Laura Jacqmin, Damani Johnson
- Direction artistique : Clive Pollick, Jaco Loots
- Décors : Richard Bridgland
- Costumes : Diana Cilliers
- Photographie : Trevor Michael Brown, Michael Swan, Nicole Hirsch Whitaker, Michael Wood
- Montage : Kevin D. Ross, Tessa Verfuss, Daniel Williams
- Musique : Sonya Belousova, Giona Ostinelli
- Casting : Jessica Caldrello, Ko Iwagami
- Production : Stephen Welke, Chris Symes, Robert W. Egami

Production déléguée : Marty Adelstein (en), Becky Clements, Eiichiro Oda, Marc Jobst, Tetsu Fujimura, Laura Jacqmin, Steven Maeda, Matt Owens
- Société de production : Tomorrow Studios (en), Kaji Production, Shūeisha
- Société de distribution : Netflix
- Pays de production :  États-Unis,  Japon
- Langue originale : anglais
- Genres : Aventure, action, fantasy
- Durée : 49 à 63 minutes
- Lieux de tournage : Afrique du Sud
- Date de première diffusion : 31 août 2023
  - Monde : (Netflix)

## Épisodes

### Première saison (2023)
Composée de huit épisodes, la première saison est disponible depuis le 31 août 2023, celle-ci adapte les événements de la saga East Blue.
1. À l'aube d'une grande aventure (Romance Dawn)
2. L'Homme au chapeau de paille (The Man in the Straw Hat)
3. Pas d'histoires (Tell no Tales)
4. Pirates droit devant ! (The Pirates are Coming)
5. Un dîner au Baratie (Eat at Baratie!)
6. Le Chef et le plongeur (The Chef and the Chore Boy)
7. La Fille au tatouage de poisson-scie (The Girl with the Sawfish Tattoo)
8. Le Plus grand bandit d'East Blue (Worst in the East)

### Deuxième saison (2026)
Composée de huit épisodes, la deuxième saison sera disponible courant 2026. Elle adaptera la première partie des événements de la saga Baroque Works jusqu'à l'arc de l'ile de Drum.
1. Titre français inconnu (The Beginning and the End)[45]

## Réception critique
En septembre 2023, le site AlloCiné attribue une note moyenne de 4,3/5 pour 1425 notes dont 277 critiques. Tandis que la presse lui attribue une note moyenne de 3,5/5 pour huit critiques.
Le site web Internet Movie Database recense plus de 89 000 notes, avec une note moyenne de 8,5/10.
Sur le site web Metacritic, la série obtient un "Metascore" de 67 pour 21 critiques, et un score des spectateurs de 7,9/10.
Pour Wilfried Apithy de Numerama, « la série One Piece est bien le premier live action de manga réussi ».
Pour Audrey Fournier du Monde, l'adaptation « souligne sans doute les limites du passage d’un format à l’autre, tant le public de la série risque de ne pas dépasser celui des livres ».